# 劇団レトルト内閣
劇団レトルト内閣（げきだんれとるとないかく）は日本の劇団。主に関西で活動している。

## 劇団の概要

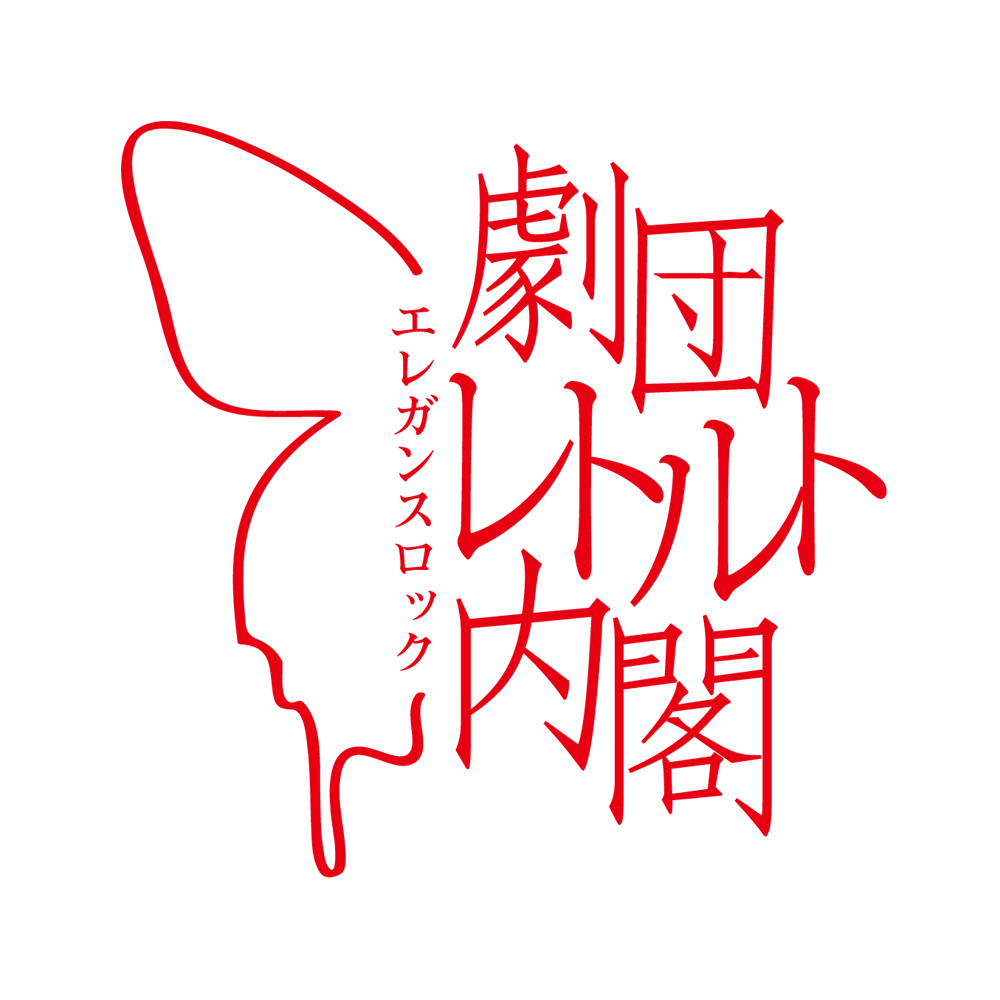
劇団公式ロゴマーク

- 劇団創立は2001年。現在は12人の劇団員が所属する。
- 座長は川内信弥（かわちしんや）、演出・脚本・音楽は三名刺繍（みなししゅう）が担当。ABCホール、HEP HALLなど、大阪の劇場を中心に年間1～2回の演劇公演を行っている。
- 作品の中でオリジナル音楽や劇中歌を多用し、身体表現やダンスを随所に取り入れるなど、エンターテインメント志向が強い。ストレートプレイに演出として音楽等を取り入れている。
- 劇団創立当初は物語性の強い耽美的な作品を多く上演していた。その後、三名刺繍の実験的志向が強まり、中期はより前衛的・音楽的な感覚の表現に主眼を置いた作品作りを行う。現在はこの二つの表現ベクトルが融合され、物語における人物の心理描写に前衛的表現を取り入れた作品が多い。また、新たなベクトルとして、三名刺繍の独特の言語感覚によるナンセンスな笑いや、俳優の個性的なキャラクターを生かし、コメディ色の強い作品も上演している。
- 上記のように、一般的な演劇用語では説明の困難な作風であるため、劇団レトルト内閣では自らの表現スタイルを下記の三本柱で表現している。

エレガンスロック＝脚本/演出担当の三名刺繍が手がけるオリジナル音楽。感情に直接訴えかける歌詞表現と、どこか懐かしく頭に残るメロディラインが特徴
B級レビュー＝エレガンスロックをバックに、俳優の歌唱と身体表現でシーンを構成
豊かなセリフ表現＝独特の言語感覚を生かした、詩的かつ繊細なセリフ廻し
- 多くの作品で、濃いキャラクターのニューハーフが登場している。これは、作品の一貫したテーマである「欠落の美」の象徴的存在と捉えられているためである。

## 歴史
- 2001年、関西学院大学の演劇サークルを母体として、川内信弥(座長)、三名刺繍(脚本・演出)、よしもとともしよ、藤京子、奥野淳也を中心に神戸の劇場で旗揚げ。
- 2002年、舞台発表の中心を、大阪の劇場に移す。この頃はメランコリック・エンターテインメントと称する耽美的なエンタメ作品を発表。
- 2004年、第7回公演「病める花」において、全楽曲オリジナルのスタイルを初めて導入し、エレガンスロックの原型が生まれる。睡蓮が加入。
- 2006年、レトルト内閣の人気ニューハーフシリーズ第一弾となる、「倦怠アヴァンチュール」を大阪市立芸術創造館で発表。こみたおが加入。
- 2007年、大阪市立芸術創造館の看板企画「マンスリーシアター」に招聘され、第13回公演「楽園狂想曲」を発表。観客動員数も劇的に伸び、大阪の若手実力派劇団としての認知が広まる。松本茜が加入。
- 2008年、二年連続でマンスリーシアターに招聘され、全楽曲オリジナル生バンド演奏で構成された「グリム2008」を発表。
- 2009年、観客動員数と公演規模の拡大に伴い、舞台発表の場をABCホールに移す。ABCホール一周年記念イベント「中ノ島春の文化祭」にも参加。ニューハーフシリーズ第二弾「哀願ソワレ」を発表。初夏・山崎友梨らが加入。
- 2010年、「絶叫ソング」を発表。福田恵が加入。
- 2011年、HEP HALLに初進出し、10周年記念公演「さらばアイドル、君の放つ光線ゆえに」を発表。続けて10周年記念公演第2弾「猿とドレス」を発表。
- 2012年、番外公演シリーズ「シリーズ蛇の足」を立ち上げ、第一弾として「地獄、まっしぐら！ 」を発表。
- 2013年、人気ニューハーフシリーズ「倦怠アヴァンチュール」をHEP HALLで再演。Ｑ本かよが加入。
- 2014年、三名刺繍が自らの祖父であるマジシャン・金沢天耕をモデルに描いた「酔筆 奇術偏狂記」を発表。たはらもえが加入。
- 2015年、近鉄アート館に初進出し、激動の戦後70年を描いた大作、「文明ノ獣」を発表。
- 2016年、2年連続で近鉄アート館で公演を行い、在日コリアン一家の物語を描いた、「革命少年」を発表。
- 2017年、近鉄アート館の看板企画「VIVA!ミュージックアート館2017 」に招聘され、音楽劇「オフィス座の怪人」を発表。
- 2018年、ほめ育財団とのコラボレーション作品として、音楽劇「エピメテウスの眼鏡」を発表。佐藤みか・伊藤卯咲が加入。

## メンバー
- 川内信弥 - 劇団座長/俳優/プロデューサー/宣伝デザイン
- 三名刺繍 - 脚本/演出/音楽
- 藤京子 - 劇団副座長/俳優
- よしもとともしよ - 俳優
- 福田恵 - 俳優
- こみたお - 俳優
- 初夏（現・ファーストサマーウイカ） - 俳優
- 山崎友梨 - 俳優
- 佐伯雄司 - 俳優
- たはらもえ - 俳優
- 佐藤みか - 俳優
- 伊藤卯咲 - 俳優
- 奥野淳也 - 照明スタッフ

## 主なゲスト出演者
- 美津乃あわ
- 伊藤えん魔
- 上田剛彦（朝日放送）
- 井之上チャル
- 山浦徹（化石オートバイ）
- 遠坂百合子（リリーエアライン）
- 丸山英彦（芝居流通センター　デス電所）
- 有北雅彦（かのうとおっさん）
- 嘉納みなこ（かのうとおっさん）
- 益山寛司（劇団子供鉅人）
- うえだひろし（リリパットアーミーⅡ）
- 谷川未佳（リリパットアーミーⅡ）
- 二ノ宮修生(グループ・イカロス)
- 那伽けん
- 千葉海音（シャンソン歌手）
- きたまり（ダンサー）
- 他

## 公演
- 梁一華（2001年、旗揚げ公演）
- 本能寺炎上（2001年）
- ホワイトリリー（2001年）
- サカナ（2002年）
- 金の鵞鳥（2003年）
- 香華の館（2003年）
- 病める花～オスカー・ワイルド原作　ドリアン・グレイの肖像画より～（2004年）
- あゝつばき　愛あれば君　逝かずにすんだものの（2004年）
- 金糸雀（2004年）
- 夢の花床（2005年）
- ホワイトリリー【再演】（2005年）
- 倦怠アヴァンチュール（2006年）
- 楽園狂想曲（2007年）
- Rhapsody in Live（2008年）
- グリム2008（2008年）
- 哀願ソワレ ～ハーフビューティな彼女に愛の薔薇一票～（2009年）
- 絶叫ソング ～あなたと私と言い訳人生～（2010年）
- さらばアイドル、君の放つ光線ゆえに（2011年）
- 猿とドレス ～誰カガワタシヲ盗作スル～（2011年）
- シリーズ蛇の足 地獄まっしぐら！（2012年）
- 金色夜叉オルタナティブ（2012年）
- エレガンスＲＯＣＫ 倦怠アヴァンチュール（2013年）
- ゴシップ（2013年）
- 酔筆 奇術偏狂記（2014年）
- 文明ノ獣（2015年）
- まことに神の造りしをんな －智恵子抄－（2015年）
- 革命少年（2016年）
- オフィス座の怪人（2017年）
- エピメテウスの眼鏡（2018年）
- まつりＧＯＲＩＮ（2018年）

## 関連団体
- 白色テロル＝レトルト内閣では脚本/演出/音楽を担当する三名刺繍が、自身の創作する楽曲をバンド編成で演奏するため立ち上げたバンド。メランコリックな歌詞に、メロディックな旋律を特徴とする。メンバーは、劇団所属の照明家である奥野淳也がギターを担当するなど、舞台関係者を中心に構成されており、演劇的な見せ方を取り入れたライブパフォーマンスは特に評価が高い。
- 安定志向＝所属俳優である藤京子と福田恵によるお笑いコンビ。コンビ名の由来は二人とも本業が公務員であることからとされている。主に福田がネタ作りを担当。2008年結成、2009年と2010年のM-1グランプリでは連続で3回戦に進出している。2009年の予選の様子が放送された際には、司会のブラックマヨネーズが「すごい」を連発するなど、印象を残した。

## 活動
- 六甲ミーツ・アート「芸術散歩2010」で、アーティストの津田道子、Google Street Viewとのコラボレーション作品に参加。